# Agostino Marti
Agostino Marti (Lucca, settembre 1482 – dopo il 1542/1543) è stato un pittore italiano.

## Biografia
Entra dapprima nella bottega di suo padre Francesco e poi in quella del pittore tardo quattrocentesco Michelangelo di Pietro, entrambe in Piazza San Michele in Foro a Lucca.
Nel 1507 entra nel Terz’Ordine di S. Maria dei Servi ed è pagato con il suo maestro Michelangelo per la figura di un S. Cristoforo per la pieve di Lammari, nel contado lucchese. Due anni dopo è incaricato della decorazione e ad una pala d’altare (La Vergine, San Paolino ed un Beato) per una cappella della chiesa di San Paolino a Lucca.

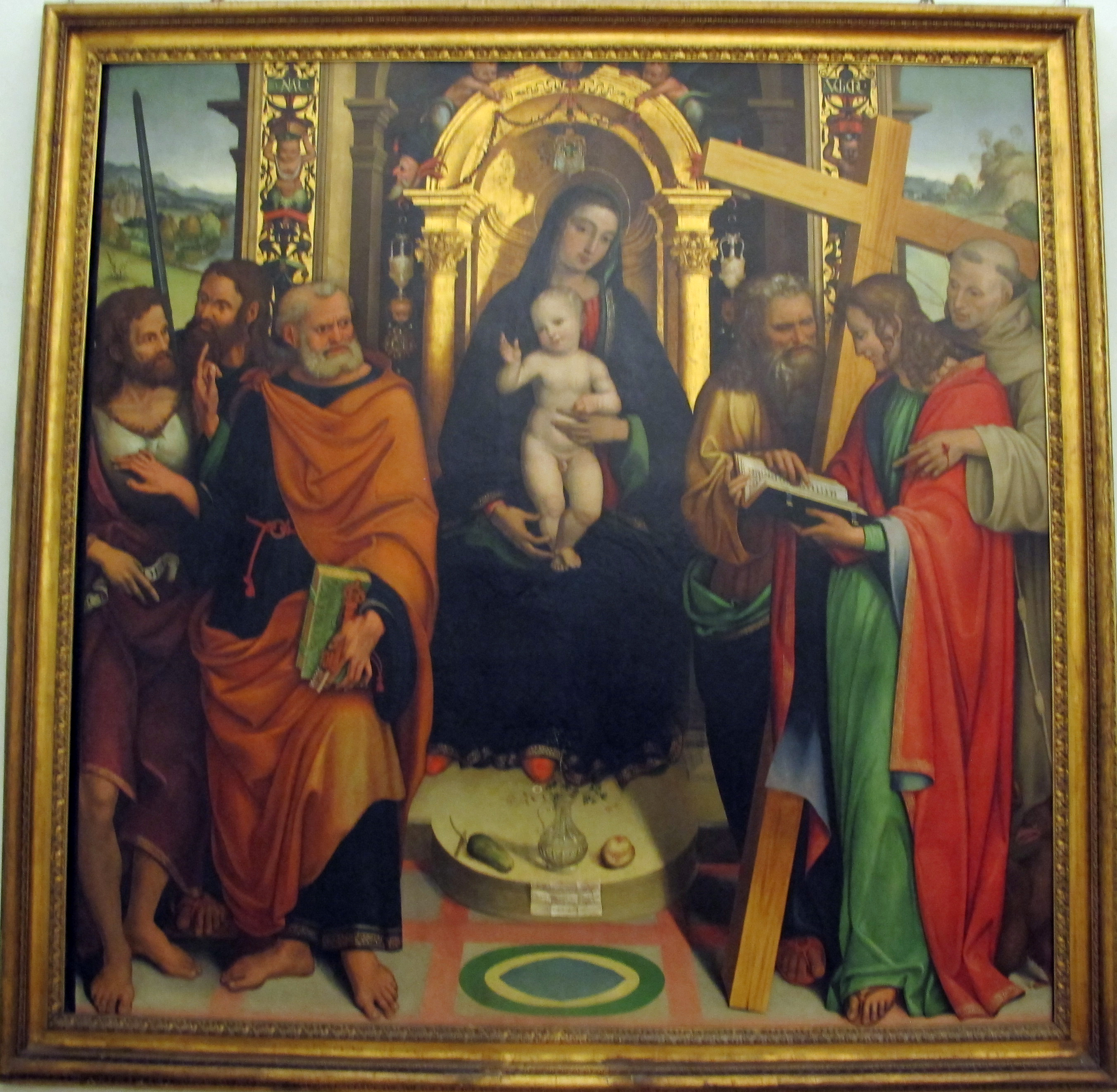
Madonna con Bambino e Santi, 1513 ca
Pinacoteca Capitolina

Nel 1510 è già artista di successo e apre una propria bottega dove ha come allievi l’emiliano Gaspare da Imola come aiuto ed il giovane ligure Ezechia da Vezzano (detto anche Zacchia il Vecchio).
Negli anni seguenti dipinge diverse opere; una delle più interessanti è la tavola eseguita per la chiesa di S. Francesco di Massa, tra il 1512 e il 1513, raffigurante la Madonna in trono con i Santi Giovanni Battista, Paolo, Pietro, Andrea, Giovanni Evangelista e Francesco; oggi conservato a Roma nella Pinacoteca dei Musei Capitolini.
Inizia una relazione, osteggiata dalla famiglia per via delle modeste origini della ragazza, con Pasquina di Marco da Sarzana.
Nell’aprile 1517 porta a termine una pala con i Santi Maria, Nicolao e Caterina e relativa lunetta per la cattedrale di Lucca. Fa testamento In previsione di un viaggio. Nello stesso anno è probabilmente a Roma, come suggeriscono i cambiamenti stilistici evidenti nella pala con Lo sposalizio della Vergine che, al suo rientro a Lucca nel 1518, gli viene commissionata dalla Compagnia di S. Giuseppe in San Michele in Foro e che termina solo nel 1523. Questo lavoro, al quale Marti deve principalmente la sua fama e per il quale gli vennero offerti cento ducati d’oro, sembra infatti risentire delle innovazioni portate nell’arte romana da Raffaello e da Michelangelo.
Il 6 aprile 1525 fa di nuovo testamento, stavolta poiché «a letto, malato», e lascia suo erede il figlio Giovanni, avuto da Pasquina nel 1521 e appena legittimato.
Arriva a completare nel 1526 la Madonna col Bambino tra i Santi Francesco e Lucia, commissionata da Giovanni di Michele Guinigi per la cappella di famiglia nel chiostro di S. Francesco a Lucca.
Nell’aprile 1530 prende a bottega il pistoiese Leonardo di Matteo del Freddurello, che però lo abbandona: irritato lo denuncia e lo fa arrestare, ma infine lo perdona.
Nel 1534 sposa Pasquina ed esegue affreschi per la chiesa di S. Maria Assunta di Carignano, per la quale due anni dopo realizza anche un gruppo in terracotta policroma che rappresenta San Biagio e due angeli nudi. Di questa complessa committenza, per cui l’artista è stato pagato 48 scudi in danaro, grano e legna, resta solamente la statua del santo.
Il 1535 è l’anno del suo terzo testamento nel quale riferisce di versare in mediocri condizioni economiche. Completa una tavola con la Madonna tra i ss. Giovanni Battista e Michele lasciata incompiuta da un altro pittore.
Nel 1537 è a Pisa con Zacchia da Vezzano, con l’incarico di stimare un dipinto di Battista Franco raffigurante la Caduta della manna. 
Attivo ancora intorno al 1542-43, non si conosce né il luogo né la sua data di morte.